# Privatizações: a Distopia do Capital
Privatizações: a Distopia do Capital é um documentário com a duração de 56 min., lançado em 2014 e dirigido por Silvio Tendler. O filme trata da história da venda de ativos públicos no Brasil desde a Era Vargas.